# جان بول بيندال
جان بول بيندال. (بالفرنسية: Jean-Paul Bindel)‏، (هانشي) هو مؤسس المدرسة الفرنسية لفنون الدفاع بودو، ومؤسس توريكان بودو، ورائد كيوشو جيتسو في فرنسا. خبير فرنسي في فنون القتال، عمل أكثر من أربعين عاما مع خبراء فرنسيين وأجانب بما في ذلك اليابان والولايات المتحدة.
أسس توريكان بودو فن قتالي معروف في فرنسا من قبل الإتحادية الفرنسية للكاراتيه والتخصصات المرتبطة. مستوى عالمي من قبل الاتحاد الدولي نيبون بودو، وجمعية بودو الدولية.

## سيرته
ولد 7 مارس 1947 في باريس. أباه لوسيان بينديل وأمه وجانين بوارييه، بدأ ممارسة الفنون القتالية بالجودو في عام 1967 في مسقط رأسه مازامي مع روجر أولازابال. ثم توجه إلى تولوز، حيث بالتوازي مع دراسته الجامعية (القانون وعلم الجريمة والعلوم السياسية)، واصل ممارسة الجودو بمداومة، حصل على الحزام الأسود في عامين، تقدم على التاتامي أكد من خلال النجاح في المنافسات (عشرون لقبا إقليميا، نائب بطل جامعة فرنسا).
ثم تدرب مع بيير نيكتوكس (رائد فنون الدفاع عن النفس في تولوز، تلميذ ايتشيرو آبي، الذي حصل فيما بعد على 10 دان ومدير الكودو كان). ممارسته للجودو تستمر فيما بعد، بينما كان يعمل في الشرطة، عبر العمل التقني والمنافسة (لقب نائب بطل فرنسا للشرطة). خلال السنوات التي قضاها في الجامعة يمارس أيضا التايكواندو مع ليو سونغ كو (كوري، 6 ° دان، الذي خرّج العديد من الأبطال وورتب عالية)، الأيكيدو مع برنار جرينير والكاراتيه مع عدد من المعلمين بما في ذلك أندري ساجوس. كما فاز بالعديد من المسابقات الإقليمية في الكاراتيه. وخلال خدمته العسكرية في عام 1973 بطولة فرنسا للرمي القتالي مع فريق. ستنتهي مسيرته التنافسية مع لقب نائب بطل فرنسا شرطة في سامبو. معرفته مع مينورو موشيزوكي وهيرو موشيزوكي سوف تكون حاسمة، تابع عدة تربصات مع هذين المعلمين، لقد فتح بسرعة في سان نادي للجودو الذي يحبه، وكوّن عدد من المعلمين الآخرين في هذا التخصص.
أصبح مفتش الشرطة في باريس في عام 1977، وسوف يستمر في التدريب بشكل انتقائي، ممارسة الجودو والأيكيدو والكاراتيه، كو-بودو، كينبو، يوسيكان بودو، التايكواندو)وشينا. خلال هذه الفترة، انضم بنشاط مع هيرو موشيزوكي، أول أوروبي حاز في الامتحان 4 دان يوسيكان بودو في عام 1979.
فقد كانت مؤهلات دراسته الجامعية وانضمامه إلى جهاز الشرطة، سهّلت له الطريق إلى الوُلوج إلى عالم الاحترافية لرياضة الفنون القتالية، ففُتِحت له أبواب المجالات والتخصصات التابعة لجهاز الشرطة، لكي يختار فنون قتال الشوارع كتخصص؛ وقد كانت دراساته في هذا المجال سنحت له بالتوسع في دائرة تخصصات فنون القتال، فقد قام بعدة تربصات دولية مع عدة خبراء في تخصصات فنون القتال، من اليابان والولايات المتحدة الأمريكية، أمثال : مينورو موشيزوكي و ابنه هيرو موتشيزوكي.
و لما ترقى إلى مفتش شرطة صار يتدرب فن الجودو، و الأيكيدو، و الكاراتيه، و كو- بودو، و الكيمبو، و اليوسيكان بودو، و التايكواندو.
له اثنين وعشرين عاما من الخبرة الميدانية في الشرطة القضائية ما أدى به إلى اختبار علمه والفعالية الحقيقية لتقنيات مختلفة المستفادة في هذا المجال.
و تقديرا لالتزامه بفنون القتال، مُنحى له في عام 1983 و 1985، جائزتين رسميتين، الأولى للشرطة، محافظ باريس والثانية من أيدي اثنين من معلميه مينورو موشيزوكي وهيرو موشيزوكي، ودبلوم فخرية، لمساهمته في تطوير يوسيكان بودو.

## الرتب العالمية
- 9 درجات، D.K.I
- 9 درجات، I.B.A
- 8 درجات، جوجيتسو
- 7 درجات، Kempo [الفرنسية]
- 6 درجات، آيكيدو
- 6 درجات، كيمبو
- 5 دركات آيكي جوجيتسو
- 5 درجات قتال الشاورع - جوجيتسو
- 4 درجات، جودو
- 4 درجات، يوسيكان بودو
- 3 درجات، إييادو
- 3 درجات، Taïdo
- 4 درجات، كيك بوكسينغ
- 3 درجات، Full-Contact [الفرنسية]
- 4 درجات، Tonfa-sécurité [الفرنسية]
- 2 درجات، dan Small Circle Jujitsu

## وفاته
توفي يوم الأحد 22 مايو 2022 في بربنيون.

## وصلات خارجية
- المدرسة الفرنسية بودو
- عشر أسئلة لجان بول بيندال